# 三井本馆

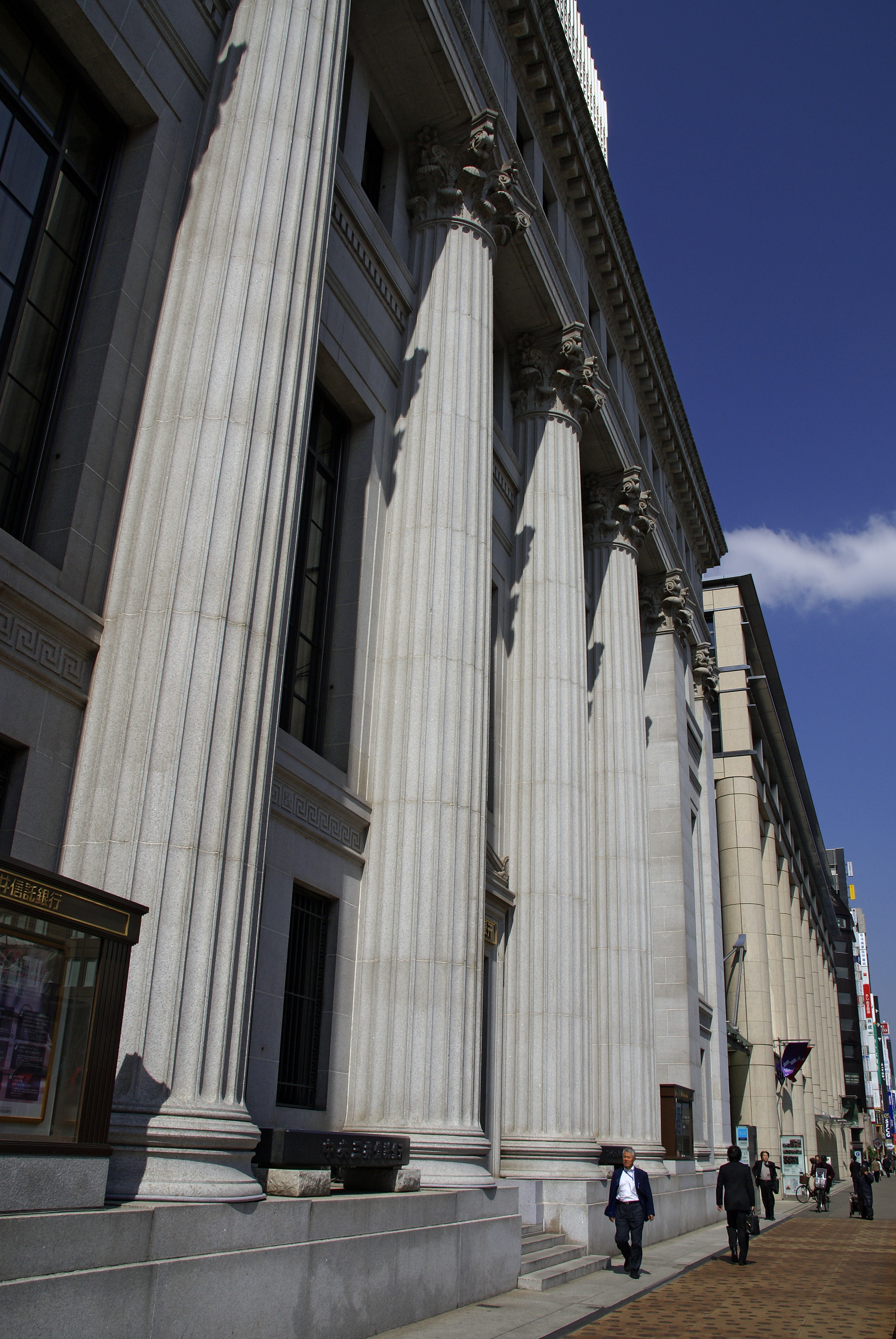
列柱

三井本馆（日语：／）是日本東京都中央区日本橋室町的一座历史建筑，现为三井不动产总部。
该建筑为1932年團琢磨暗殺事件（血盟團事件）发生現場。

## 历史
1902年（明治35年）竣工的旧三井本館毁于关東大地震后，于1926年（大正15年）6月24日～1929年（昭和4年）3月23日兴建了現在的新古典主義建筑，地上7层，由美国Trowbridge & Livingston建筑师事務所設計，6月15日開幕。
地下大金庫的門之最大厚度達90公分，重達50噸，搬運時因擔心造成日本橋損傷而選擇使用船隻運送。
本館外觀屬於新古典主義樣式，使用義大利威尼斯大理石等建材。其耐震程度達現行的《耐震改善促進法》基準2倍以上。並首度全面導入氣送管與全館空調設備。
過去如同其名，是三井財閥總部三井合名會社本社、三井銀行本店、三井物產本社、三井礦山本店等所在地。三井不動產也發源自原來的三井本館（舊）管理室。
1945年（昭和20年）至1947年（昭和22年），盟军最高司令官总司令部 (GHQ) 接收本館4、5樓部分區域。
1998年（平成10年），本館指定為國家重要文化財。為保存三井本館，三井不動產於鄰地建設地下4層地上39層的日本橋三井塔樓大廈，2002年（平成14年）10月4日動工，2005年（平成17年）7月29日竣工。
現在是三井不動產本社、三井住友銀行日本橋支店、三井住友信託銀行日本橋營業部等的所在地，7樓展示三井家收藏品的三井紀念美術館於2005年（平成17年）10月8日開館。

## 其他
為了景觀與分店印象，三井住友銀行看板不使用一般的綠白看板，而是採用茶色底金色字的招牌。

## 外部連結
- 三井本館：三井不動產株式會社